# Воля-Старовейська
Воля-Старовейська (пол. Wola Starowiejska) — село в Польщі, у гміні Бельськ-Дужий Груєцького повіту Мазовецького воєводства.
У 1975-1998 роках село належало до Радомського воєводства.